# Christo Deltschew

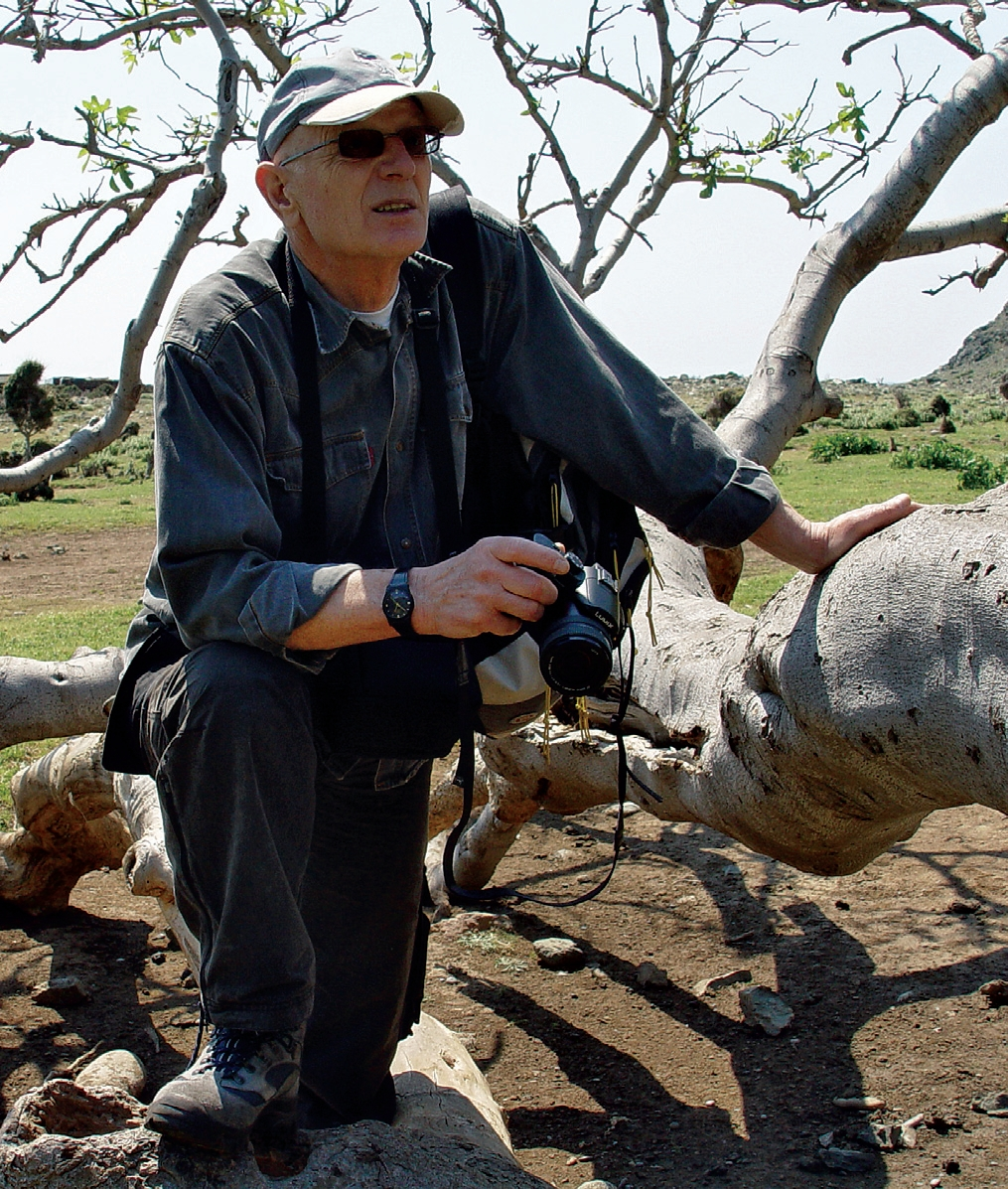
Christo Deltschew (2008)

Christo „Itso“ Deltschew (bulgarisch Христо Делчев; geboren am 22. Januar 1939 in Sofia) ist ein bulgarischer Arachnologe, Biospeläologe und Hochschullehrer.

## Leben
Christo Deltschew wuchs in Sofia auf, verbrachte bereits als Kind und Jugendlicher viel Zeit mit dem Sammeln von Insekten und Spinnentieren in den Parks der Stadt und den umgebenden Bergen, und wurde Leiter der Biologie-Gruppe seiner Schule. Von 1957 bis 1959 leistete er seinen Militärdienst. Aufgrund der Verurteilung seines Vaters Deltscho Deltschew wegen antikommunistischer Aktivitäten wurde Christo anschließend die Aufnahme eines Zoologiestudiums verweigert. Er musste stattdessen zunächst eine Tätigkeit als Arbeiter ausüben. Wenig später wurden die Zugangsvoraussetzungen für das Hochschulstudium geändert und Deltschew konnte 1960 ein Studium der Zoologie an der Universität Sofia aufnehmen. Dort schloss er sich bald einer Gruppe engagierter Speläologen an, mit der er die Fauna der bulgarischen Höhlen erkundete. Diese Aktivitäten veranlassten Deltschow zu der Entscheidung, seine wissenschaftliche Arbeit den Spinnen zu widmen.

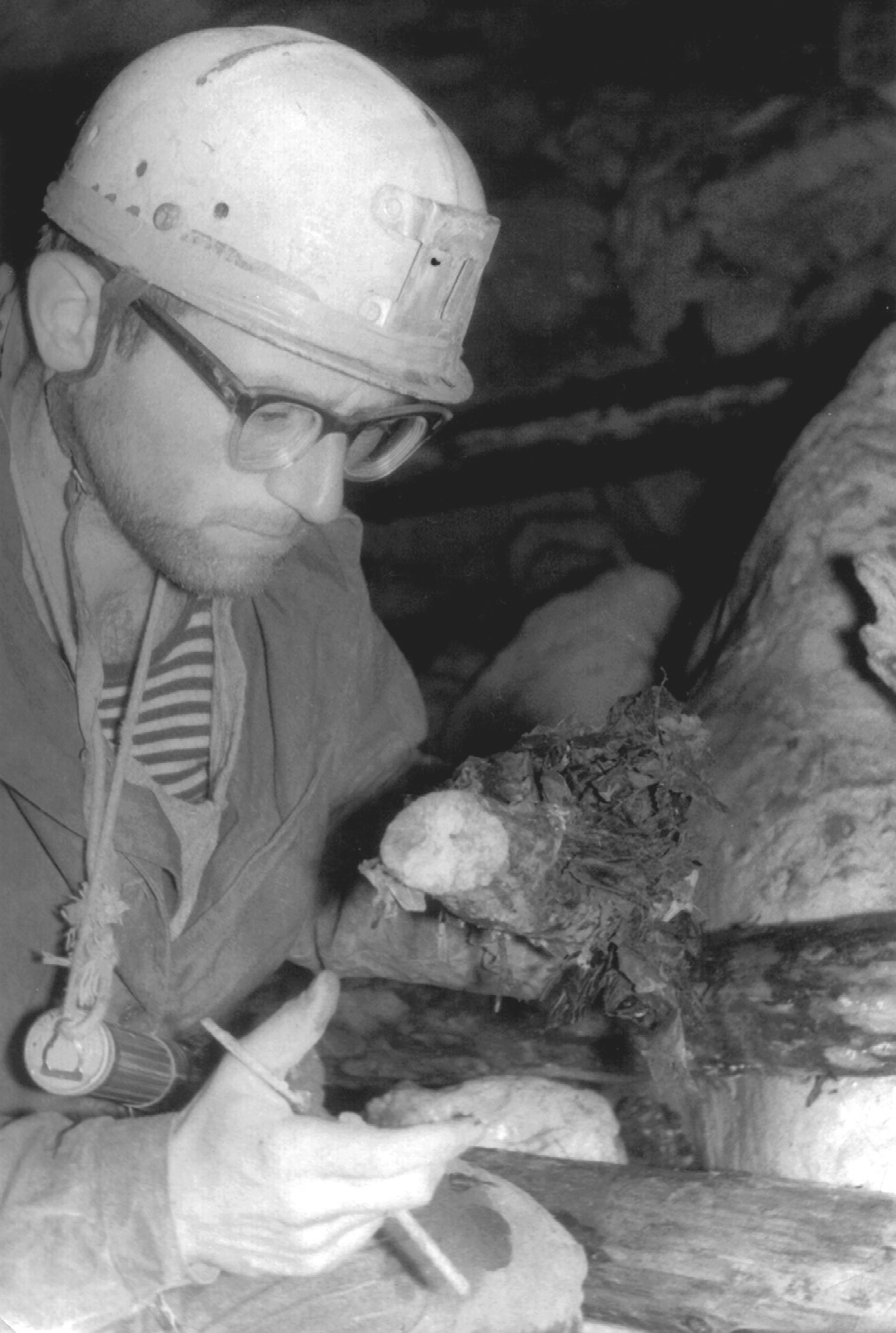
Christo Deltschew (1967)

An der Universität erhielt Deltschew seine erste Einführung in das wissenschaftliche Arbeiten von Iwan Buresch, Mitglied der Bulgarischen Akademie der Wissenschaften und von 1947 bis 1959 Leiter des Zoologischen Instituts der Akademie. Buresch gilt als der Begründer der modernen bulgarischen Zoologie und Biospeläologie. Buresch versorgte ihn auch mit den Publikationen Pencho Drenskys, des führenden bulgarischen Arachnologen. 1962 lernte Deltschew Drensky persönlich kennen und erhielt von ihm eine erste Einführung in die Arachnologie.
1965 erhielt Deltschew von der Fakultät für die Zoologie der Wirbellosen der Universität Sofia sein Diplom für eine Arbeit über die Webspinnen des Witoschagebirges. Anschließend wurde er als Biologe am Institut für Zoologie der Akademie der Wissenschaften angestellt, wo er bis 2009 arbeitete. 1977 promovierte Deltschew mit einer Dissertation über faunistische, taxonomische ökologische und zoogeografische Untersuchungen der bulgarischen Höhlenspinnen. Von 1972 bis 1985 war er Dozent und ab 1985 Professor für Zoologie an der Universität Sofia. 1996 wurde er zum Leiter der Abteilung für Taxonomie, Faunistik and Zoogeografie ernannt.
Schon zu Beginn seiner wissenschaftlichen Laufbahn begann Deltschew einen intensiven Austausch mit Kollegen aus der ganzen Welt, darunter Carl Friedrich Roewer und Hermann Wiehle in Deutschland, Pierre Bonnet und Louis Fage in Frankreich, Josef Kratochvíl und František Miller in der Tschechoslowakei, der Italiener Paolo Marcello Brignoli und der US-Amerikaner Herbert W. Levi. Während seiner gesamten Forschertätigkeit hat Deltschew sich der Taxonomie gewidmet und zwei Gattungen und mehr als 30 Arten der Webspinnen beschrieben. Er verfasste alleine oder mit Kollegen etwa 150 Veröffentlichungen. In den letzten Jahrzehnten gewannen in seiner Arbeit die Biogeografie und zuletzt der Naturschutz größere Bedeutung.

## Erstbeschreibungen (Auswahl)
- Protoleptoneta Deltschew, 1972, eine Gattung der Webspinnen, Familie Leptonetidae;
- Protoleptoneta bulgarica Deltschew, 1972, eine Webspinne der Familie Leptonetidae;
- Kryptonesticus beroni (Deltschew, 1979), eine Webspinne der Familie Höhlenspinnen;
- Cryphoecina Deltschew, 1997, eine Gattung der Webspinnen, Familie Hahniidae;
- Cryphoecina deelemanae Deltschew, 1997, eine Webspinne der Familie Hahniidae;

## Dedikationsnamen (Auswahl)
- Protoleptoneta deltshevi Brignoli, 1979, eine Webspinne der Familie Leptonetidae;
- Deltshevia Marusik & Fet, 2009, eine Gattung der Webspinnen, Familie Hersiliidae;
- Euscorpius deltshevi Fet, Graham, Webber & Blagoev, 2014, ein Skorpion der Familie Euscorpiidae;

## Veröffentlichungen (Auswahl)
- Christo Deltschew: [Speläologie und Höhlenklettern]. Sporthochschule, Sofia 1979 (bulgarisch).
- Christo Deltschew et al.: Invertebrates (non-Insecta) in Bulgaria. In: Curt Meine (Hrsg.): Bulgaria‘s biological diversity. Conservation status and needs assessment. Washington 1998, S. 109–161 (englisch).
- Christo Deltschew und Gergin Blagoew: A critical check list of Bulgarian spiders (Araneae). In: Bulletin of the British arachnological Society 2001, Band 12, Nr. 3, S. 110–138, Online PDF, 346 kB (englisch).
- Christo Deltschew, Božidar P. M. Ćurčić und Gergin Blagoew: The Spiders of Serbia. Universität Belgrad 2003, ISBN 86-7078-020-8.
- Christo Deltschew und Pawel Stoew (Hrsg.): European Arachnology 2005. Proceedings of the 22nd European Colloquium of Arachnology, Blagoevgrad 2005. Acta zoologica bulgarica, Supplement 1, Sofia 2006.